# Константинов, Михаил Сергеевич (композитор)
Михаи́л Серге́евич Константи́нов (09 октября (22 октября) 1904, Новогерогиевская крепость — 11 июня 1982, Сан-Франциско) — советский и американский церковный композитор, регент, валторнист, оперный певец и оркестровый дирижёр.

## Биография[1]

### Ранние годы
Михаил Константинов родился 22 октября 1904 в Новогеоргиевске.
С детства он посещал богослужения в Киево-Печерской лавре, регулярно служил в алтаре и пел в церковных хорах. Жил нaпротив Пустынно-Николаевского монастыря.
В 14 лет, не сказав родителям, Михаил вступает в армию генерала А. И. Деникина вслед за своим старшим братом, примкнувшим ранее. Вскоре, после вступления в армию, Михаил заболел брюшным тифом и подолгу возился с другими ранеными или больными воинами на санях. Когда его состояние ухудшилось, его бросили в лачуге на соломенной кровати. Но несмотря на ухудшенное состояние, Михаилу удалось выжить.
Вернувшись из армии, Михаил Сергеевич поступает в Киевскую консерваторию, где развивает свой певческий голос и заканчивает её с отличием. Затем его принимают в Государственный музыкально-драматический институт имени Н. В. Лысенко, где он изучает дирижирование и снова заканчивает его с отличием. Он играл на валторне в оркестре консерватории. Влияние мягкого, сочного звучания валторны можно почувствовать во многих пассажах его сочинений и гармонизаций. Он стал заместителем дирижёра оркестра консерватории.
С восемнадцати лет он руководил хором в Андреевской церкви. Михаил обладал прекрасным тенором и пел в Киевской опере. Пел «Арию Ленского» из оперы П. И. Чайковского «Евгений Онегин» свыше 200 раз.
В 1939 году взял призовое место на I Всесоюзном конкурсе вокалистов, но поскольку Михаил Сергеевич был беспартийным, приз был отдан певцу Г. П. Виноградову.

### Эмиграция в Европу (1940-е)
Он выехал за границу вместе со своей семьёй во время Великой Отечественной Войны. Сначала он эмигрировал в Румынию, а затем в Германию, где он становится одним из солистов хора «Черноморские казаки» под управлением Б. М. Ледковского, с которым Константинов поддерживал близкие дружеские отношения до его смерти в 1975 году. Перед его отъездом из родины, в ходе бомбардировок, у Михаила Сергеевича под снаряд попадает вся его нотная библиотека, и переехав в Германию первым делом занимается её восстановлением. Поселился в городе Равенсбург. Примерно в это время, Константинов всерьёз задумывается о сочинении духовной музыки.
В 1947 году он пишет своё первое духовное сочинение — Кондак Пресвятой Богородице «Предстательство христиан». В 1949 Константинов сочиняет полный цикл песнопений из литургии Иоанна Златоуста.

### Поздние годы и его сочинительская карьера (1950—1982)
Эмигрировал в Сан-Франциско по приглашению в 1950 году петь в хоре кафедрального собора «Всех скорбящих Радость», под управлением В. С. Лукши (одного из учеников композитора и хорового дирижёра А. А. Архангельского). Вскоре после прибытия в Сан-Франциско, Михаилу Сергеевичу поступает предложение стать солистом Хора Донских казаков под управлением С. А. Жарова. Он хотел отклонить предложение, но, учитывая, что его семья жила за чертой бедности, неохотно согласился.
Вернувшись в Сан-Франциско в 1953 году, он становится регентом архиерейского хора в том же Радосте-Скорбященском соборе. За свою карьеру регента активно поддерживал строительство нового храма в 1960-х, устраивал концертные мероприятия с хором, писал большинство своих духовных произведений, завершал свою «Литургию Иоанна Златоуста», гармонизовал все догматики, степенны и прокимны знаменного распева и напева Киево-Печерской лавры под голосов архиерейского хора, а также переложил множество тропарей на греческий распев.
Главные особенности духовной музыки Михаила Сергеевича является его креативный подход к созданию гармонизаций старинных распевов, симфоническое звучание хоровых партий, параллельное движение для всех голосов с многочисленными проходными нотами, образующими семь аккордов и инверсий теноровых и сопрановых голосов, а мелодии самих распевов воспроизведены с максимальной точностью. Но в творчестве Константинова была ещё одна особенность, которая в будущем помешает ему получить широкую известность как духовный композитор.

Михаил Сергеевич никогда не подписывал своё имя на своих работах, а если его работы и издавались при жизни, то анонимно. Большинство из его произведений до сих пор остаются анонимными. Он никогда не любил гордо заявлять о своих достижениях и талантах как творческая личность. Как говорил сам Михаил Сергеевич:
Хороший художник не думает о себе, но думает о других.— М.С.Константинов
Также, по этой же причине отказывался от предложений о записи его концертных выступлений с хором. Он считал что собственная слава может помешать более высокому желанию — служению Святой Церкви.
Во второй половине 1970-х преподавал уроки вокала в приходской гимназии св. Кирилла и Мефодия Радосте-Скорбященского собора.
Уходя на пенсию осенью 1979, Константинов оставил на посту регента вместо себя своего молодого ученика Владимира Красовского, в то время руководящим Молодёжным хором Святых Кирилла и Мефодия. В настоящее время, вся нотная библиотека Михаила Сергеевича (в том числе и его духовные сочинения) находится у него.
Спустя год после выхода на пенсию, Михаил Сергеевич пережил инсульт.
Скончался 11 июня 1982 года в Сан-Франциско. Похоронен на Сербском кладбище в городе Колма, штат Калифорния.

### Личная жизнь[1]
- Супруга — Ольга Андреевна Константинова (10.02.1909—08.11.1990), оперная певица
- Дети — Олег и Татьяна

## Избранные произведения

### Собственные произведения
- «Божественная Литургия Иоанна Златоуста», 1949—1974 гг.[8]
- Задостойник Пасхи «Ангел Вопияше»[9]
- Ипакои Пасхи «Предварившия утро» (входит в сборник «Канон Пасхи»)
- Кондак «Душе Моя»[10] — при Никольском Монастыре в Киеве
- Кондак Пасхи «Аще и во гроб» (входит в сборник «Канон Пасхи»)
- Кондак Пресвятой Богородице «Предстательство христиан»[4]
- Концерт на освящение храма, «Кто есть сей Царь Славы»[11] — написанный в честь 50-летия основания прихода «Всех Скорбящих Радость»[12]
- На архиерейском облачении, «На Гору Сион»[13]
- «От восток солнца», встреча архиерея[14]
- «Отче наш», соло баритона[15]
- «Панихида и отпевание мирян»[16]
- Прокимен Великий «Бог наш на небеси»[17]
- «Псалом 127» (на венчании)[18]
- Светилен «Разбойника Благоразумнаго», «Детское трио с хором»[19]
- «Тропарь Рождества Христова»[20]
- Тропари «Исаие, ликуй», «Святии мученицы», «Слава Тебе, Христе Боже»[21] (на венчании)
- «Христос Воскресе», на греческом (два варианта)

### Гармонизации для смешанного хора
- «Агиос но. 1», на архиерейской литургии
- «Агиос но. 2», на архиерейской литургии
- «Агиос но. 3», на архиерейской литургии
- «Ангел Вопияше „Входное“», по В. Ф. Старорусскому
- «Антифоны Двунадесятых Господских Праздников и Пасхи», малый знаменный распев
- «Аллилуия» после апостола, глас 1-8, напев Киево-Печерской Лавры
- «Аллилуия» после апостола, глас 1-8, знаменный распев[22]
- «Благослови, Душе Моя, Господа», греческий распев, глас 1, первый вариант[23]
- «Благослови, Душе Моя, Господа», греческий распев, глас 1, второй вариант[24]
- «Благослови, Душе Моя, Господа», малый знаменный распев
- Богородичны догматики 1-8 гласов, знаменный распев[25][26][27][28][29][30][31]
- Богородичны Пасхального Канона, по В. Ф. Старорусскому
- Величания великих и двунадесятых праздников:
  - Антипасхи (Недели Фоминой)
  - Богоявления
  - Введения Пресвятой Богородицы во храм[32]
  - Воздвижения Креста Господня[33]
  - Вознесения Господня
  - Недели Вайи
  - Общее величание Пресвятой Богородице[34]
  - Рождества Богородицы[35]
  - Рождества Христова
  - Покрова Пресвятой Богородицы[36]
  - Преображения Господня
  - Пятидесятницы
  - Святых апостол Петра и Павла
  - Св. праведного Иоанна Кронштадского
  - Св. Равноапостольного Князя Владимира
  - Св. Николая Чудотворца
  - Сретения Господня
  - Успения Пресвятой Богородицы[37]
- Воскресные тропари «Днесь спасение миру бысть» и «Воскрес из гроба», знаменный распев[38][39]
- «Во Царствии Твоем», греческий распев
- «Достойно есть», распев Царя Феодора[40]
- «Достойно есть», киевский распев[41]
- Задостойники праздников:
  - Богоявлению
  - Введению Богородицы во Храм
  - Недели Ваий
  - Сретению Господню
  - в Субботу Лазареву[42], знаменный распев
- Канон Великого Четверга «Сеченное сечется», знаменный распев
- Канон Пятидесятницы, глас 7, греческий распев (по А. Ф. Львову)
- Катавасии Пятидесятницы «Божественным покровен», глас четвертый
- Кондак «Дева Днесь»[43], болгарский распев
- Кондак Успению Пресвятой Богородицы, напев Киево-Печерской Лавры
- Кондак Акафиста иконе Пресвятой Богородицы «Семистрельной», напев Киево-Печерской Лавры
- Кондак «О Всепетая Мати», напев Киево-Печерской Лавры
- «Милость Мира», «На Разорение Москвы», соло тенора[44]
- «Милость мира», сербский распев[45]
- «О Тебе Радуется» «детское», греческий распев (вариант для малого хора)
- «О Тебе Радуется» большое, греческий распев (вариант для большого хора)
- «Праздничные Светильны», знаменный распев
  - Богоявления
  - Введения Пресвятой Богородицы во храм
  - Воздвижения Креста[46]
  - Вознесение Господня[47]
  - Второй светилен Недели Фоминой
  - Второй светилен Пятидесятницы
  - Преображения Господня[48]
  - Рождества Богородицы[49]
  - Рождества Христова
  - Сретения Господня
- «Пoгребение священников» (в сборник входят ирмосы канона «Волною морскою» П. И. Турчанинова)
- Прокимен Великий «Не Отврати Лица Твоего», глас осьмый, знаменный распев[50]
- Прокимен Великий «Дал еси достояние», глас осьмый, знаменный распев
- Прокимны на вечерне, утрени и литургии, знаменный и киевские распевы[51][52]
- Светилен «Разбойника Благоразумнаго»[53], соло баритона, киевский распев
- Стихира «Высшую небес», глас 2
- Стихира «Днесь Благодать Святаго Духа», глас шестый, знаменный распев
- «Стихиры Пасхи», знаменный распев[54]
- Стихиры на литии праздников:
  - Вознесения Господня
  - Недели Вайи[55]
  - Пятидесятницы[56]
  - Праздник Богородичной иконы «Всех Скорбящих Радость»[57]
- Светилен «Чертог Твой», киевский распев
- Светилен Пасхи «Плотию Уснув» (входит в сборник «Канон Пасхи»), киевский распев
- Степенные антифоны на Полиелейной утрени,
  - «Внегда скорбети ми», глас 1, знаменный распев
  - «На небо очи пущаю», глас 2, знаменный распев
  - «Плен Сионь», глас 3, знаменный распев
  - «От юности моея», глас 4, греческий распев[58]
  - «Внегда скорбети мне», глас 5, знаменный распев
  - «На небо очи мои возвожу», глас 6, знаменный распев
  - «Плен Сионь от лести», глас 7, знаменный распев
  - «От юности моея враг мя искушает», глас 8, знаменный распев
- Тропари, кондаки и стихиры 2-го гласа, по П. Г. Чеснокову
  - Кондак Первой Недели Великого Поста
  - «Окончание Литургии»
  - Стихира «Преблагословенна еси»
  - Тропарь «Всех Скорбящих Радосте»[59]
  - Тропарь Первой Недели Великого Поста
- Тропари и кондаки 4-го гласа, греческий распев
  - «Богородице Дево, Радуйся»[60]
  - «Воскресный тропарь, кондак и богородичен»[61]
  - Кондак Богоявлению[62]
  - Кондак Введению во Храм Пресвятой Богородицы[63]
  - Кондак Воздвижению Креста[64]
  - Кондак Второй Недели Великого Поста
  - Кондак Иоанну Кронштадтскому
  - Кондак Курской иконе Божией Матери
  - Кондак Недели о Мытаре и Фарисее
  - Кондак Недели о Слепом
  - Кондак Преполовению Пятидесятницы
  - Кондак Рождеству Пресвятой Богородицы
  - Кондак Четвёртой Недели Великого Поста
  - Тропарь апостолам Петру и Павлу
  - Тропарь Благовещению Пресвятой Богородицы
  - Тропарь Введению во Храм Пресвятой Богородицы[65]
  - ин тропарь Входу Господню во Иерусалим[66]
  - Тропарь Вознесению Господня[67]
  - Тропарь Владимирской иконе Божией Матери[68]
  - Тропарь Иверской иконе Божией Матери[69]
  - Тропарь Иоанну Кронштадтскому
  - Тропарь Недели Всех Святых
  - Тропарь Покрову Пресвятой Богородицы
  - Тропарь Святителю Николаю Чудотворцу
  - Тропарь Предпразднства Рождества Христова
  - Тропарь Рождеству Пресвятой Богородицы[70]
- Тропари и кондаки 8-го гласа, греческий распев
  - Воскресный тропарь, кондак и богородичен
  - Кондак Недели Всех Святых
  - Кондак Недели Самаряныни
  - Кондак Недели Святых Отцев
  - Кондак Недели Фоминой
  - Кондак Пятидесятнице[71]
  - Тропарь св. Иоанну Златоусту
  - Тропарь Второй Недели Великого Поста
  - Тропарь Недели Всех Святых в России Просиявших
  - Тропарь Недели Святых Отцев
  - Тропарь Преполовению Пятидесятницы
  - Тропарь Пятидесятнице[72]
  - Тропарь Пятой Недели Великого Поста
- «Хвали, Душе Моя, Господа», греческий распев, глас 1
- «Хвали, Душе Моя, Господа», малый знаменный распев
- «Хвалите Имя Господне», «малое», афонский напев
- «Хвалите Имя Господне», «большое», афонский напев[73]
- «Херувимская Песнь», «На Радуйся»[74]
- «Херувимская Песнь», «Старо-Симоновская»[75]
- «Херувимская Песнь», «Софрониевская»[76]
- «Херувимская Песнь», киевский распев[77]
- «Херувимская Песнь», «Спасение соделал»[78]
- «Херувимская Песнь», подобен: «Творяй Ангелы»[79]
- «Христос Воскресе», знаменный распев[80]

### Переложения произведений других композиторов
- «Достойно есть» «Входное», греческий распев (ред. А. Ф. Львова) [81]
- «Песнь Богородицы», А. А. Архангельского[82]
- «Ирмосы Воскресных Канонов», глас 6 и 8, греческий распев (ред. А. Ф. Львова)
- Канон Андрея Критского, Д. С. Бортнянского
- «Канон Пасхи», произведение В. Ф. Старорусского[83]
- «Милость Мира» на Литургии Василия Великого, произведение П. Г. Чеснокова для женского хора, переложение для смешанного хора, киевский распев[84]
- «Отче Наш», Н. Н. Кедров-старший[85]
- Прокимен Великий «Кто Бог Велий»[86], глас седьмый, Д. С. Бортнянский
- «Хвали, Душе Моя, Господа» «Нормальное», архиепископа Никанора (Надеждина)[87]

### Переложения других авторов на Константинова
- «Светилен Покрова», знаменный распев, А. В. Мороз[88]
- Стихира на Литии Покрову Пресвятой Богородицы, глас 3, чтец Е. Папагеоргиу[89]
- «Тело Христово» из «Литургии Иоанна Златоуста», переложение для мужского хора, Н.Котляров[90]